# Bolsenheim
Bolsenheim ist eine französische Gemeinde mit 574 Einwohnern (Stand 1. Januar 2021) im Département Bas-Rhin in der Region Grand Est (bis 2015 Elsass).

## Geografie
Die Gemeinde Bolsenheim liegt an der Scheer in der Oberrheinebene, 17 Kilometer südsüdwestlich von Straßburg zwischen Schaeffersheim und Uttenheim.

## Geschichte
Bolsenheim wurde im Jahr 1005 erstmals urkundlich erwähnt und besaß eine Burg. Ein Peter von Bolsenheim gehörte zu den in der Schlacht von Sempach den Schweizern unterlegenen Rittern und fand hier den Tod. Die Burg war im 18. Jahrhundert Bestandteil des damals zur Landgrafschaft Hessen-Darmstadt gehörenden Amtes Wolfisheim.

### Bevölkerungsentwicklung
| Jahr                       | 1962 | 1968 | 1975 | 1982 | 1990 | 1999 | 2005 | 2013 | 2020 |
| Einwohner                  | 290  | 304  | 370  | 438  | 425  | 431  | 426  | 476  | 552  |
| Quellen: Cassini und INSEE |      |      |      |      |      |      |      |      |      |

## Sehenswürdigkeiten
- Kirche St. Martin

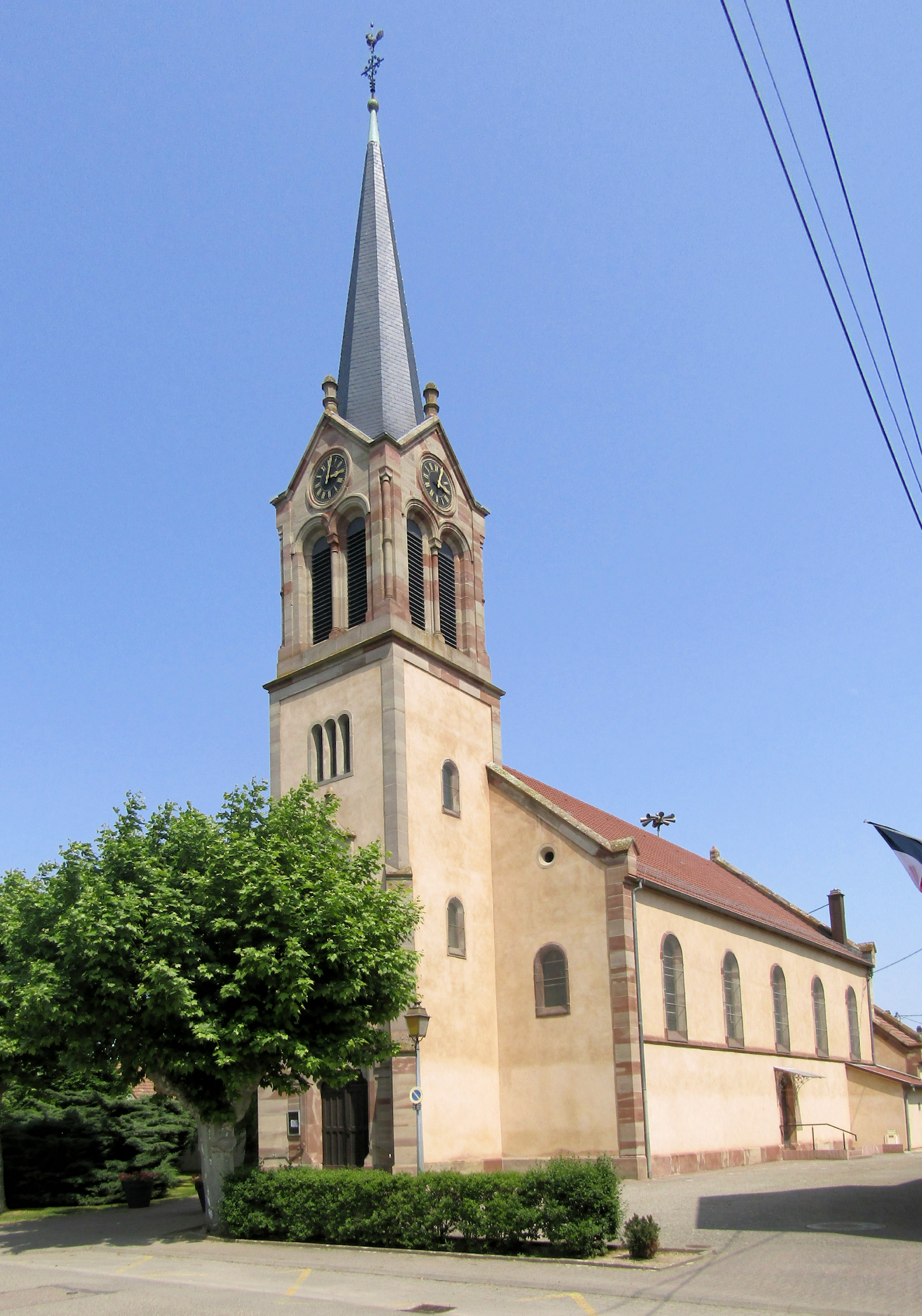
Kirche Saint-Martin
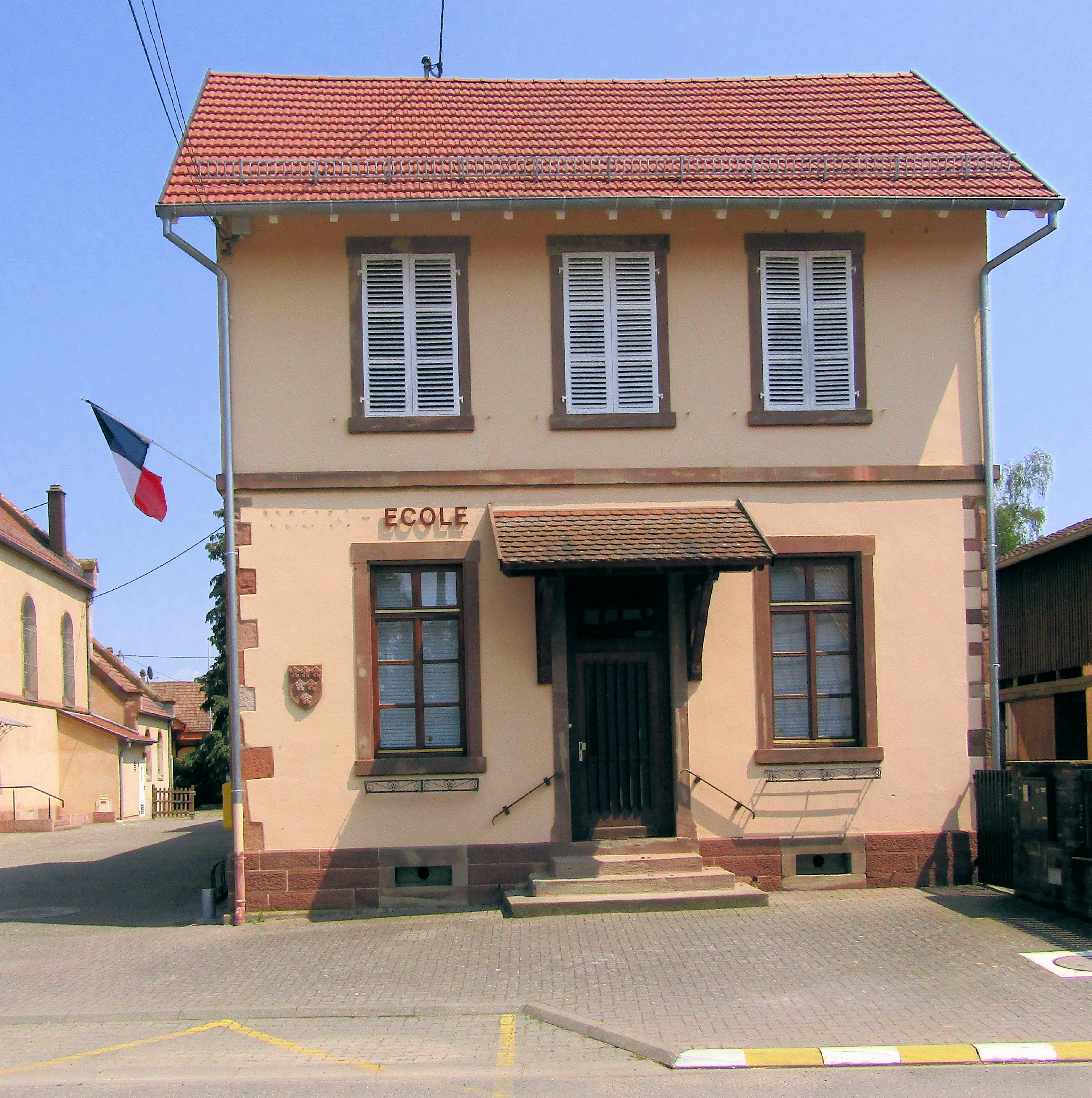
Schule